# Nord-Aurdal
Nord-Aurdal is een gemeente in de provincie Innlandet in Noorwegen. Hoofdplaats is Fagernes, andere grotere plaatsen zijn Leira en Aurdal. De gemeente telde 6490 inwoners in januari 2017.

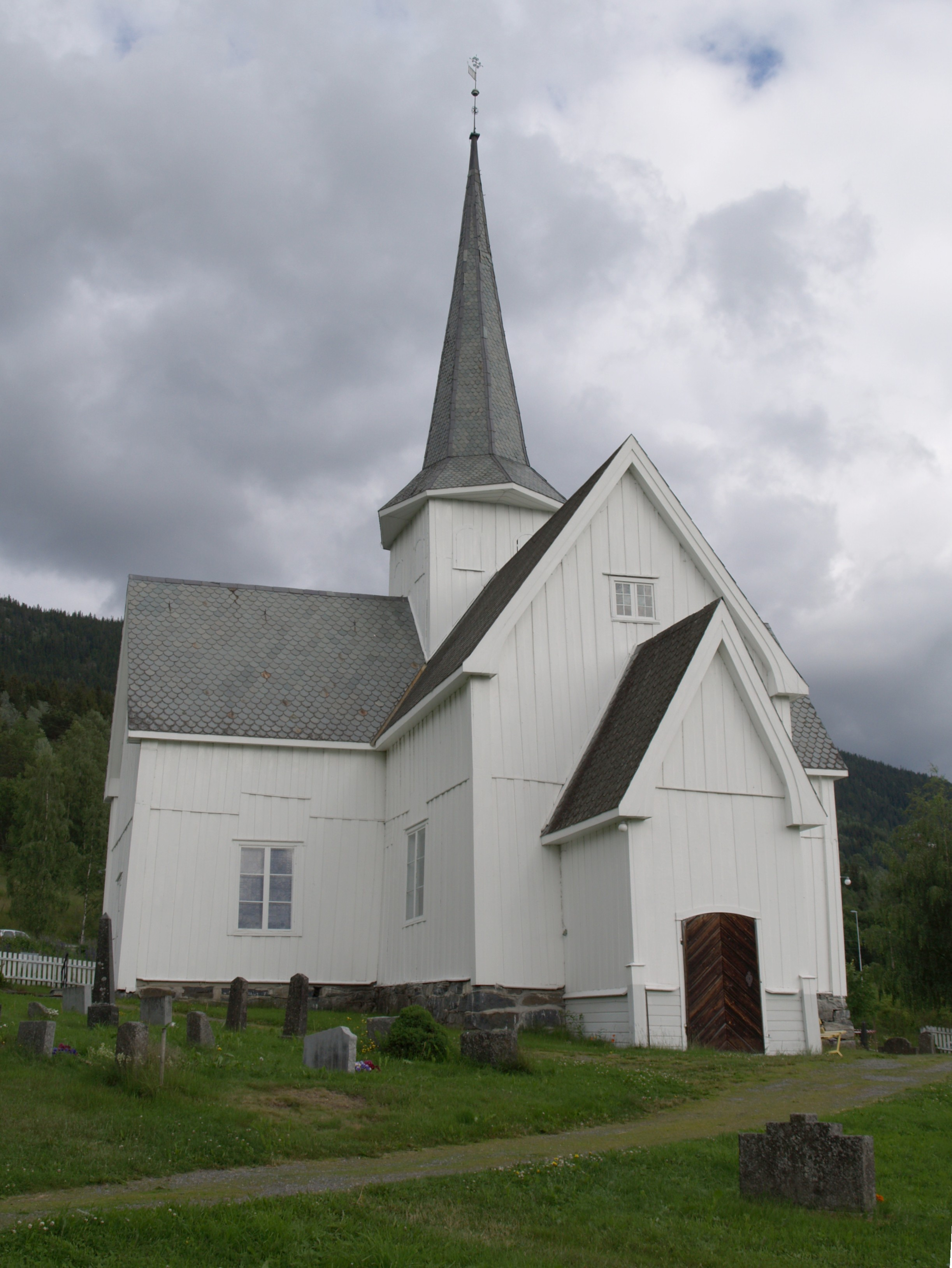
Kerk in Aurdal

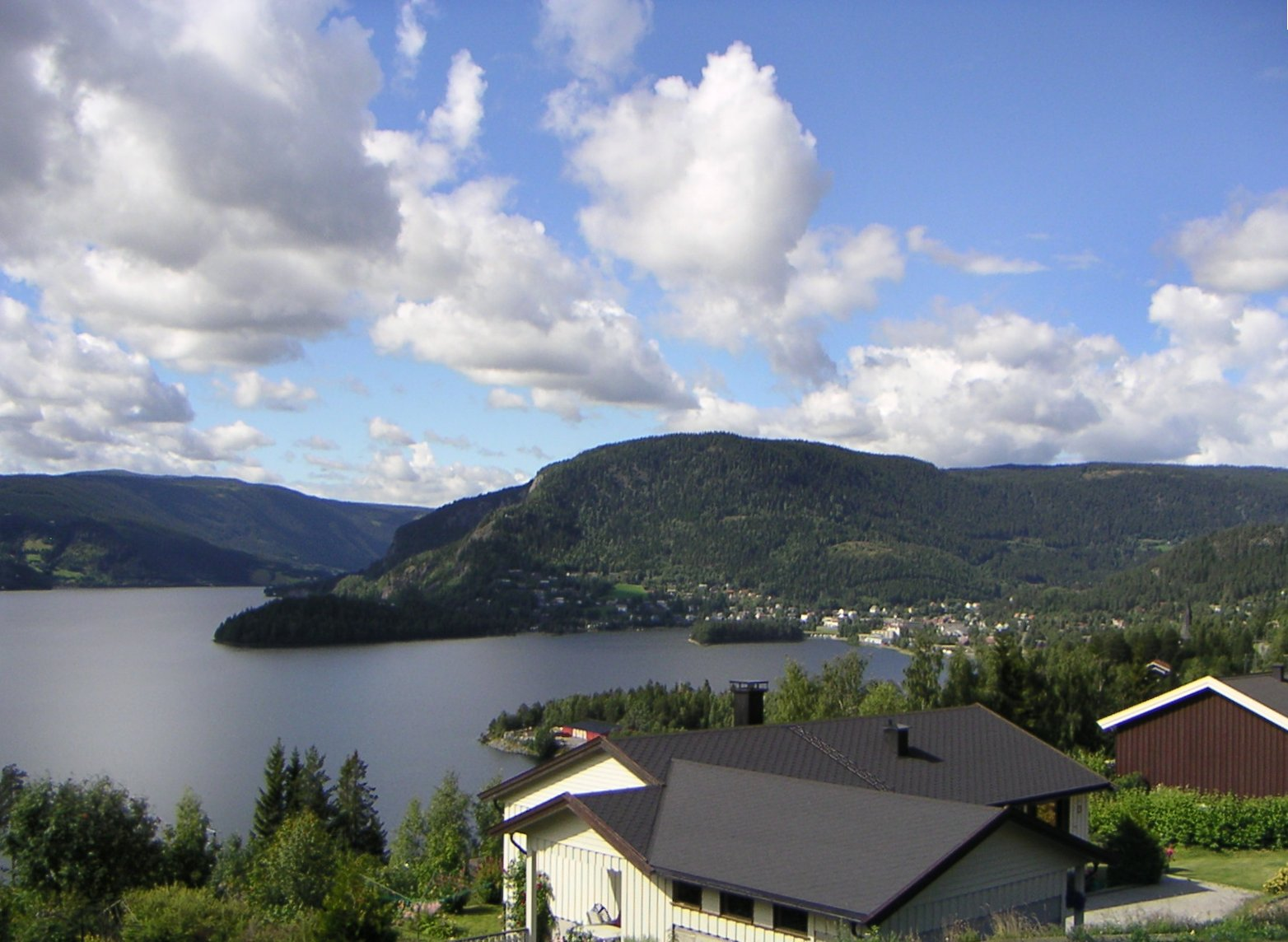
Zicht op Fagernes

Alvdal · Dovre · Eidskog · Elverum ·  Engerdal · Etnedal · Folldal · Gausdal · Gjøvik · Gran · Grue ·  Hamar · Kongsvinger · Lesja · Lillehammer · Lom ·  Løten · Nord-Aurdal · Nord-Fron · Nord-Odal · Nordre Land · Os · Østre Toten · Øyer · Øystre Slidre · Rendalen · Ringebu · Ringsaker · Sel · Skjåk · Stange · Stor-Elvdal · Søndre Land · Sør-Aurdal · Sør-Fron · Sør-Odal · Tolga · Trysil · Tynset · Vågå · Våler · Vang · Vestre Slidre · Vestre Toten · Åmot · Åsnes

Fylker van Noorwegen